# Hyarotis
Hyarotis är ett släkte av fjärilar. Hyarotis ingår i familjen tjockhuvuden.
Kladogram enligt Catalogue of Life:

## Bildgalleri

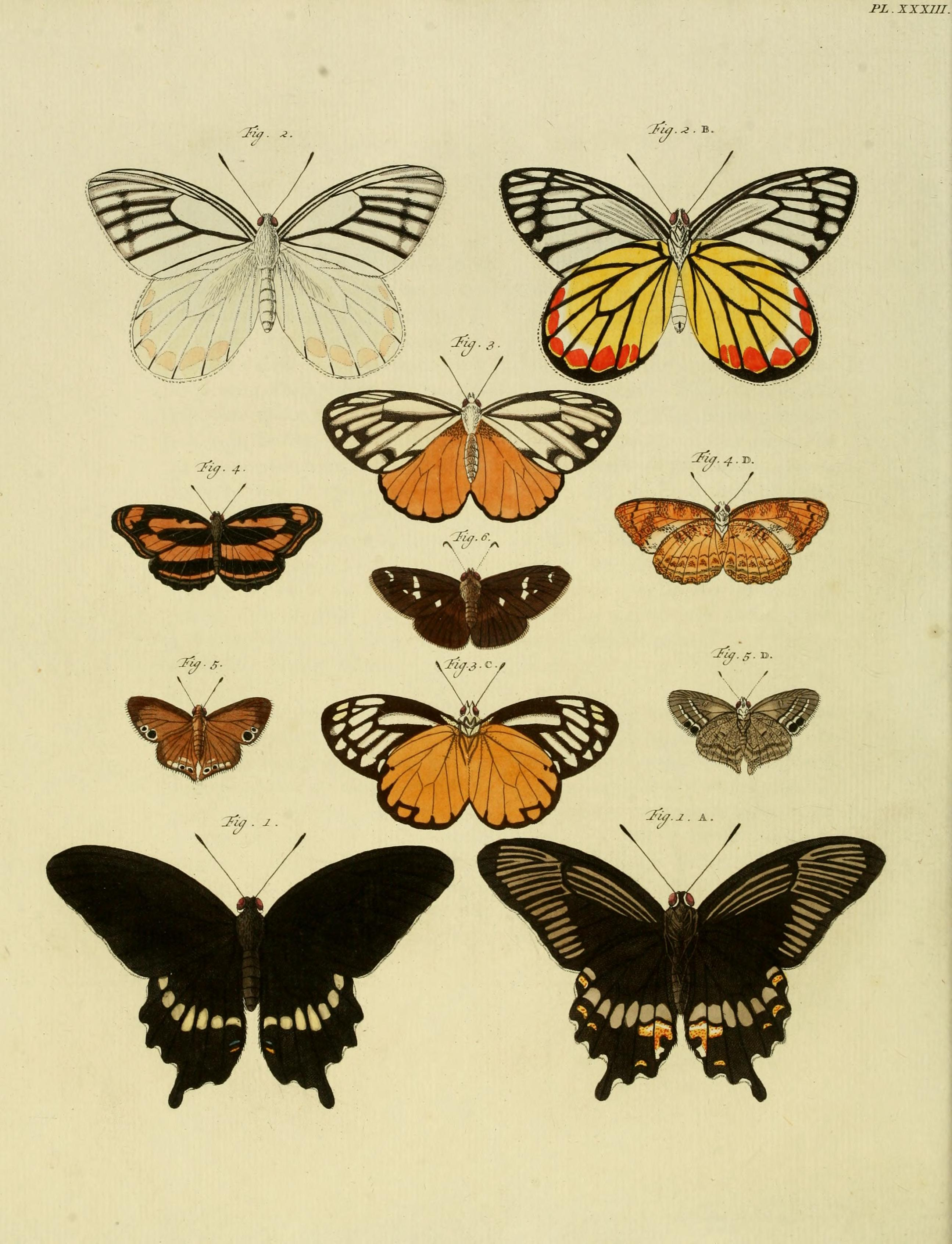
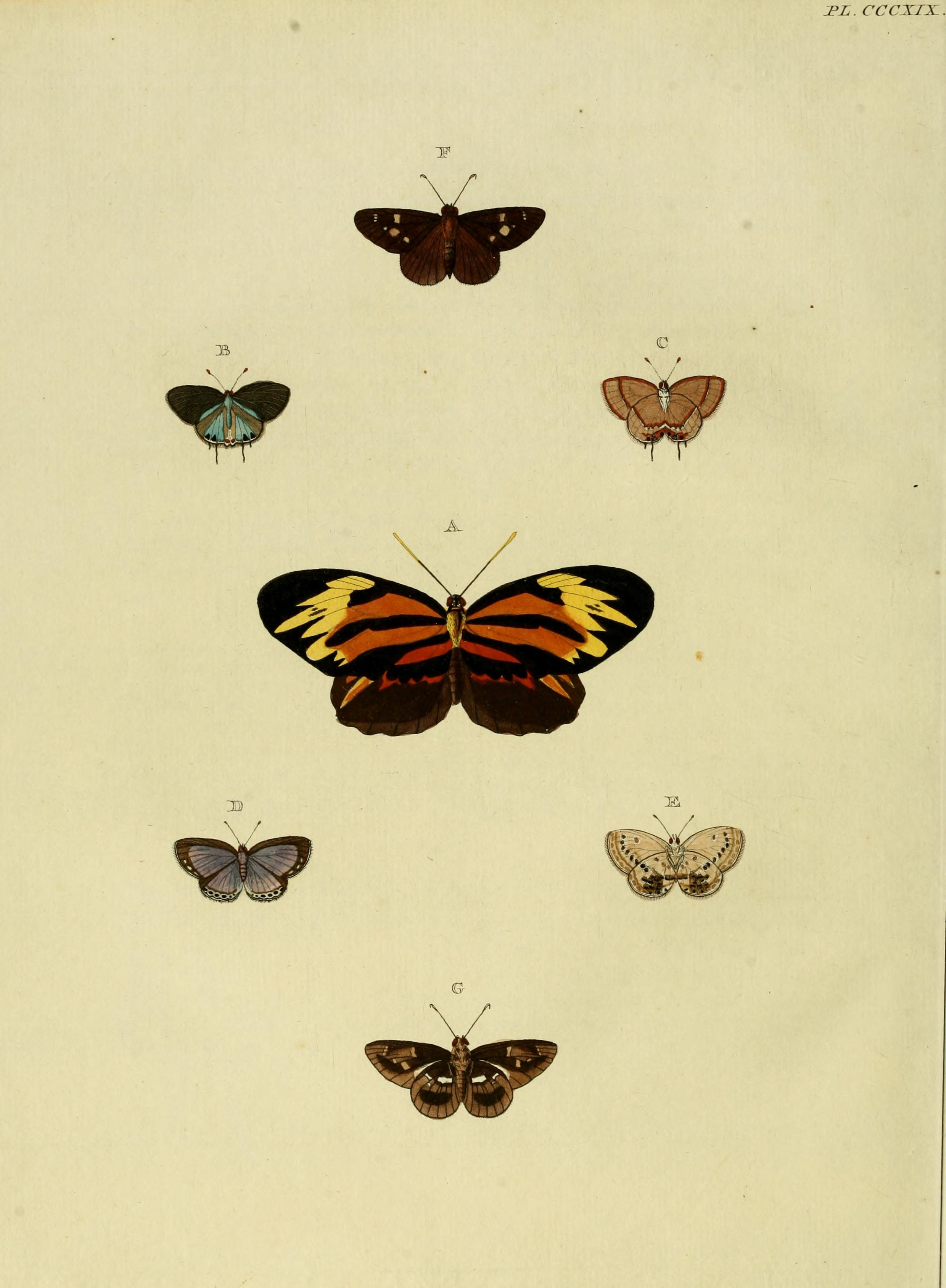
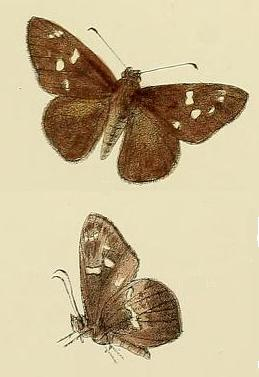
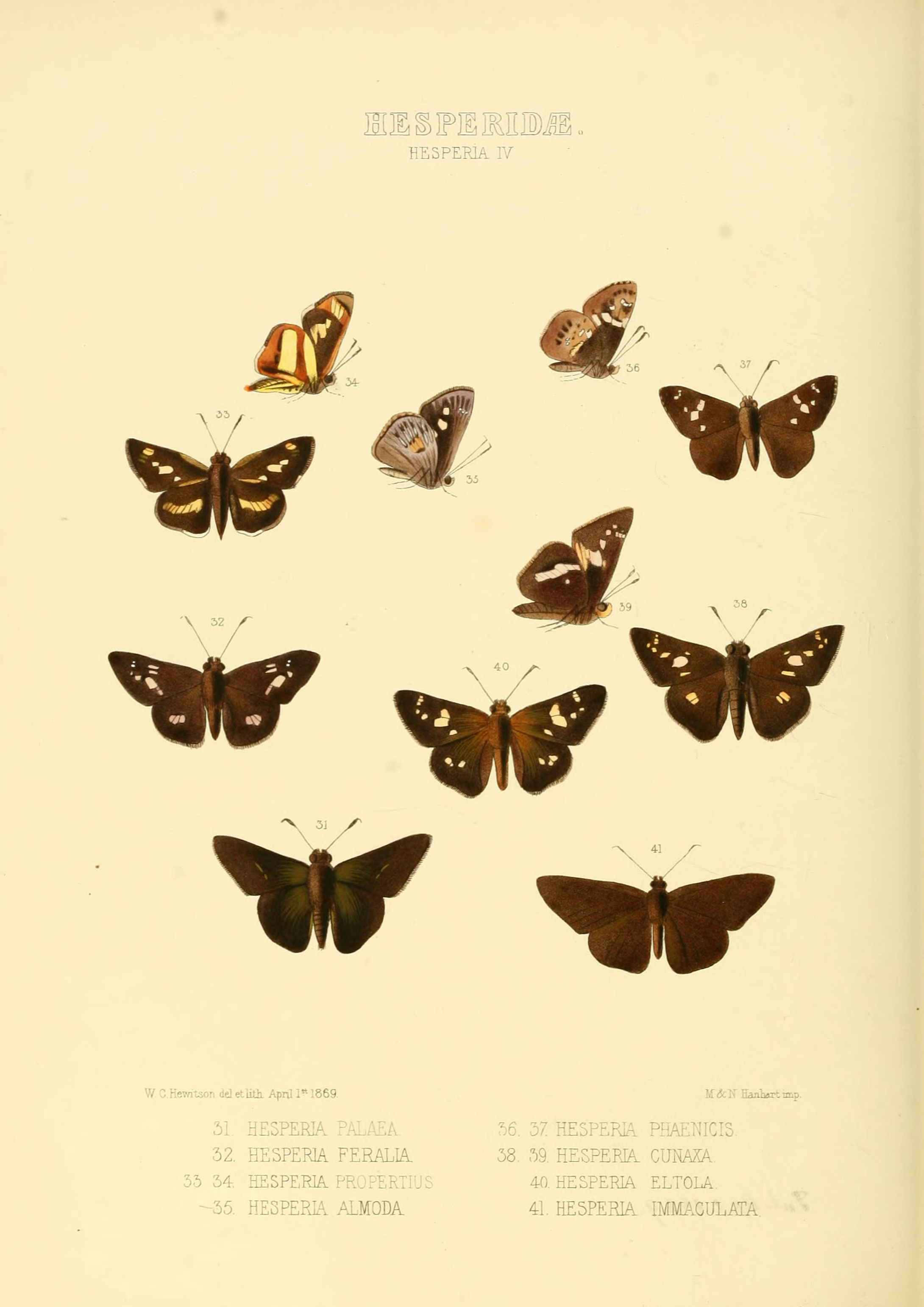
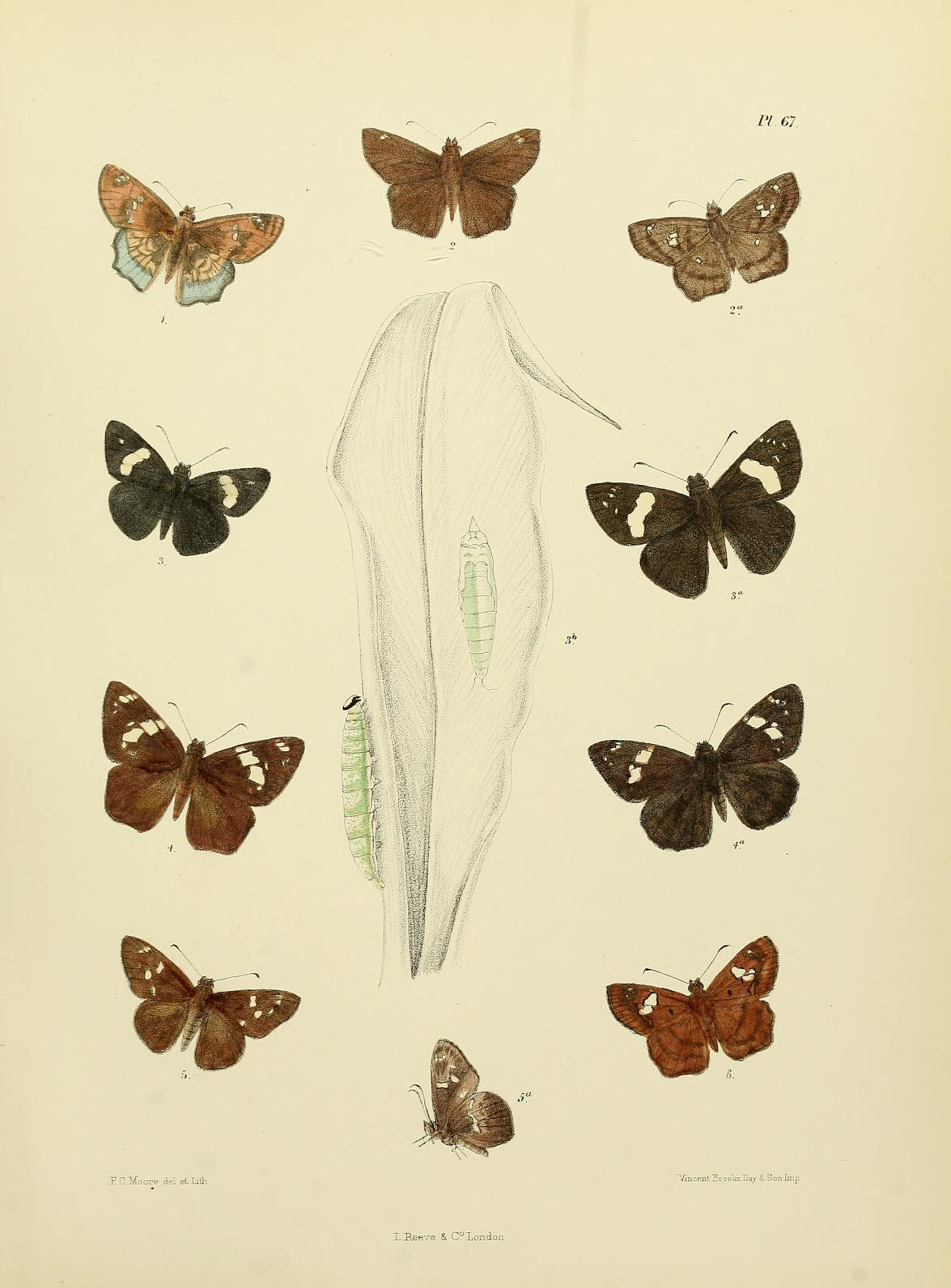
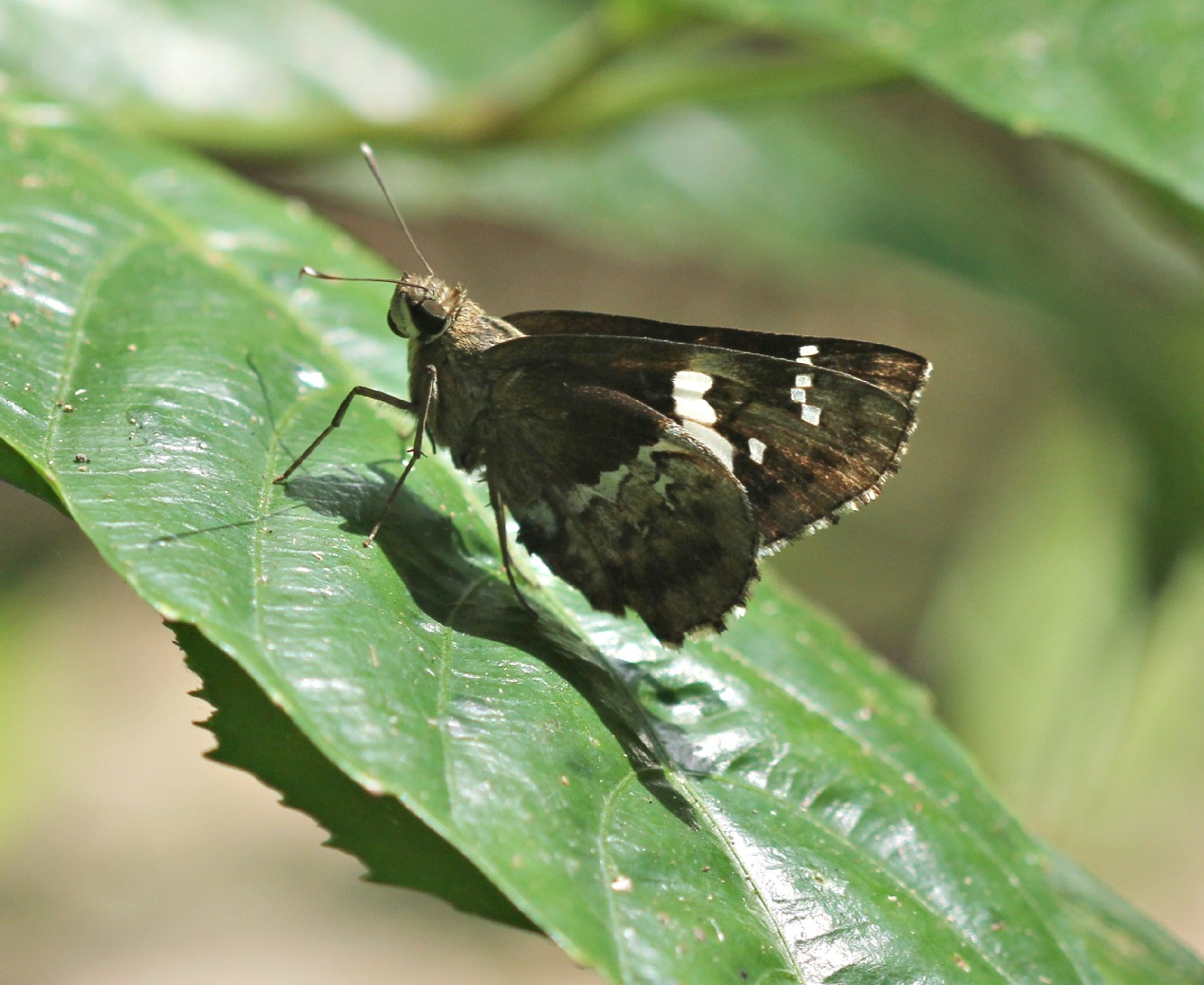